# Wineham
Wineham – osada w Anglii, w hrabstwie West Sussex, w dystrykcie Horsham. Leży 41 km na wschód od miasta Chichester i 61 km na południe od Londynu.